# Regnskabets time
Regnskabets time er rapperen Clemens' debutalbum, udgivet den 10. oktober 1997 på EMI. Albummet indeholder mørke og dystre tekster. Regnskabets time modtog i september 2008 guldcertifikat for 20.000 solgte eksemplarer.

## Trackliste
| Regnskabets time | Regnskabets time                                        | Regnskabets time                                        | Regnskabets time             | Regnskabets time | Regnskabets time | Regnskabets time | Regnskabets time | Regnskabets time | Regnskabets time |
| #                | Titel                                                   | Sangskriver(e)                                          | Producer                     | Længde           |                  |                  |                  |                  |                  |
| ---------------- | ------------------------------------------------------- | ------------------------------------------------------- | ---------------------------- | ---------------- | ---------------- | ---------------- | ---------------- | ---------------- | ---------------- |
| 1.               | "Intro"                                                 |                                                         | Rick                         | 0:29             |                  |                  |                  |                  |                  |
| 2.               | "Den Lyriske 9mm"                                       | C. Telling, J. Dahl, R. Berg, N. Kvaran, Kool K         | Madness 4 Real               | 4:11             |                  |                  |                  |                  |                  |
| 3.               | "Hr. Betjent"                                           | R. Morgensen, L. Jensen, C. Telling                     | Rick                         | 3:22             |                  |                  |                  |                  |                  |
| 4.               | "En Blåtonet Gråzone"                                   | R. Morgensen, C. Telling                                | Rick                         | 3:33             |                  |                  |                  |                  |                  |
| 5.               | "Flakker Rundt & Snakker Ondt"                          | R. Morgensen, C. Telling                                | Rick                         | 3:55             |                  |                  |                  |                  |                  |
| 6.               | "Interlude"                                             |                                                         |                              | 0:46             |                  |                  |                  |                  |                  |
| 7.               | "Lad Os Feste"                                          | H. Marquart, L. Jensen, C. Telling                      | Phase 5                      | 3:46             |                  |                  |                  |                  |                  |
| 8.               | "Problema" (featuring. Zlatko "Milo" Buric)             | Z. Buric, C. Telling, J. Dahl, R. Berg, N. Kvaran       | Madness 4 Real               | 0:43             |                  |                  |                  |                  |                  |
| 9.               | "Regnskabets Time"                                      | M. Hansen, C. Telling                                   | Morten                       | 5:56             |                  |                  |                  |                  |                  |
| 10.              | "Mens Vi Venter" (Interlude)                            | H. Marquart, C. Telling                                 | Phase 5                      | 0:32             |                  |                  |                  |                  |                  |
| 11.              | "Dem Ikk' Klar" (featuring. Kidnap)                     | M. Hansen, A. Khawaja, C. Telling                       | Morten                       | 3:02             |                  |                  |                  |                  |                  |
| 12.              | "90'er Tendenser" (featuring. AMK)                      | M. Hansen, A. Khawaja, C. Telling                       | Morten                       | 4:05             |                  |                  |                  |                  |                  |
| 13.              | "Fanget Af Fortiden"                                    | S. Bonde, C. Buksti, P. Pedersen, C. Telling            | Prunes                       | 5:03             |                  |                  |                  |                  |                  |
| 14.              | "Strandvasker"                                          | S. Bonde, C. Buksti, P. Pedersen, C. Telling, L. Jensen | Prunes                       | 2:40             |                  |                  |                  |                  |                  |
| 15.              | "De Tre Lokumspoeter" (featuring. Jokeren & Blæs Bukki) | R. Berg, N. Kvaran, J. Dahl, L. Baungaard, C. Telling   | Madness 4 Real               | 3:29             |                  |                  |                  |                  |                  |
| 16.              | "En Hel Normal Nat"                                     | R. Berg, N. Kvaran, J. Dahl, C. Telling                 | Madness 4 Real               | 3:12             |                  |                  |                  |                  |                  |
| 17.              | "Psykopat På Fri Fod"                                   | L. Jensen, Dex Dexter, Blake Carrington, C. Telling     | Dex Dexter, Blake Carrington | 4:12             |                  |                  |                  |                  |                  |
| 18.              | "Regnskabets Time" (Remix)                              | M. Hansen, C. Telling                                   | Rick                         | 6:48             |                  |                  |                  |                  |                  |
| 56:24            |                                                         |                                                         |                              |                  |                  |                  |                  |                  |                  |